# Autostrade per l'Italia

Logo utilizzato dal 2003 fino al 3 ottobre 2024.

Autostrade per l'Italia S.p.A. (in sigla Aspi) è una società per azioni italiana, che si occupa della gestione in concessione di tratte autostradali, nonché lo svolgimento della relativa manutenzione. È il principale concessionario autostradale in Italia, e fa parte del gruppo Cassa Depositi e Prestiti.
Le sue concessioni hanno origine nella Autostrade Concessioni e Costruzioni S.p.A. (in seguito Atlantia S.p.A.) società di proprietà pubblica facente capo all'IRI, poi privatizzata nel 1999 e facente capo al gruppo Edizione. Autostrade per l'Italia è stata costituita nel 2003 per inglobare le concessioni italiane del gruppo Atlantia.
Nel maggio 2021, è passata sotto il controllo pubblico: Holding Reti Autostradali S.p.A. (cordata guidata da Cassa Depositi e Prestiti) ha acquistato l'88,06% del capitale sociale allora posseduto da Atlantia.

## Storia

### Le origini
Buona parte delle concessioni ora in mano ad Autostrade per l'Italia hanno origine nella Società Autostrade Concessioni e Costruzioni S.p.A., società del gruppo IRI che gestiva e costruiva alcune tratte autostradali in concessione dall'ANAS. Nel 1987, come Autostrade Concessioni e Costruzioni S.p.A. viene ammessa alla quotazione presso la Borsa Valori di Milano, con IRI che rimane socio di maggioranza.
Nel 1999, la società viene privatizzata dall'IRI. La quota di controllo (30%) viene acquistata da Schemaventotto S.p.A. (cordata guidata da Edizione della famiglia Benetton). Gli stessi azionisti, attraverso un ulteriore OPA e fusione, nel 2003 acquisiscono la maggioranza della società. La società viene rinominata Autostrade S.p.A., e prenderà in seguito il nome di Atlantia S.p.A..

### La nascita di Autostrade per l'Italia
Per dar via all'internazionalizzazione del gruppo Autostrade, e con l'intento di separare le attività inerenti alle concessioni autostradali dal resto delle attività, il 1 luglio 2003 viene creata Autostrade per l'Italia S.p.A. (ASPI), controllata al 100% da Autostrade S.p.A, che conferisce alla nuova società tutte le concessioni, dipendenti e partecipazioni inerenti alla gestione della sua rete autostradale in Italia. Dal 2007 è parte del gruppo Atlantia (ex Autostrade).
Il 26 luglio 2017, Atlantia vende una quota di minoranza in Autostrade per l'Italia. Appia Investments S.r.l. (un consorzio formato da Allianz Capital Partners, EDF Invest e DIF Capital Partners) compra il 6,94%, mentre il Silk Road Fund compra il 5%. Atlantia, che mantiene una quota dell'88,06%, incassa 1.767 milioni di euro.

### L'incidente del viadotto Acqualonga
Il 20 luglio 2013, nei pressi di Monteforte Irpino, si verificò un grave incidente sul viadotto Acqualonga, parte dell'autostrada A16, in seguito alla caduta di un autobus dal viadotto, causando 40 vittime e 8 feriti. L'automezzo, dopo aver perso il controllo, sfondò il guardrail e precipitò da un'altezza di circa 30 metri. È attualmente il più grave incidente stradale mai avvenuto sul territorio italiano.
L'incidente ha messo in luce criticità rilevanti legate alla manutenzione dell'infrastruttura e alla qualità delle barriere di protezione, le quali, nel corso delle indagini emerse, per quanto concerne Autostrade per l’Italia, responsabile della gestione del tratto autostradale, era già a conoscenza dello stato di degrado del viadotto e delle barriere di sicurezza, ma tali problematiche erano state sottovalutate o trascurate. L'episodio quindi suscitò ampio dibattito pubblico sul sistema di concessioni autostradali, sulle responsabilità delle aziende coinvolte nella gestione delle infrastrutture e sul monitoraggio delle condizioni di sicurezza.
Nel 2019, la Corte di Avellino ha condannato i vertici dell'azienda per omicidio colposo plurimo e per negligenza nella manutenzione dell’infrastruttura, evidenziando come il mancato intervento abbia contribuito al tragico bilancio dell'incidente.

### Il crollo del ponte Morandi
A seguito del crollo del viadotto Polcevera a Genova (anche noto come "Ponte Morandi") avvenuto il 14 agosto 2018 con 43 morti e 566 sfollati notevole attenzione è stata sollevata sulla concessione ad Autostrade per l'Italia, la società controllata dai Benetton attraverso Atlantia.
In data 27 agosto 2018 la società ha pubblicato sul proprio sito internet i documenti integrali relativi a tale concessione, comprensivi degli allegati economici e finanziari, pubblicati in seguito anche dal Ministero delle Infrastrutture e dei Trasporti. 
In quei giorni il dibattito politico si è concentrato, sul tasso di remunerazione del capitale investito, sui pedaggi, sull'affidamento delle attività di monitoraggio della rete a società del Gruppo, a cui sono subentrate nel 2018 società esterne, le penali in caso di revoca ingiustificata. Alcune di tali problematiche, in particolare riguardo alla proroga automatica della concessione avvenuta nel 2014 estendendola fino al 2038, erano già state evidenziate in precedenza dall'Autorità Anticorruzione.
La polemica si protrae nel tempo e porta nel settembre 2019 alle dimissioni di Giovanni Castellucci dai ruoli di amministratore delegato e direttore generale di Atlantia con una buonuscita di 13 milioni. Nel novembre 2019 Luciano Benetton invia una lettera ai maggiori quotidiani italiani in cui parla di "campagna d'odio" che si è scatenata sulla sua famiglia, definisce i Benetton "parte lesa" rispetto alle vicende di Genova perché "nessun componente della famiglia Benetton ha mai gestito Autostrade". E ancora: "Non cerco giustificazioni, da quanto sembra l'organizzazione di Autostrade si è dimostrata non all'altezza, non è stato mantenuto il controllo necessario a tenere i settori di un sistema così complesso. Una struttura è fatta di uomini e qualche mela marcia può celarsi dappertutto". Una lettera che ha suscitato anche polemiche.
Nel gennaio 2019 Fabio Cerchiai, presidente di Autostrade per l'Italia dall'aprile 2010, lascia l'incarico per diventare presidente di Atlantia. Al suo posto è nominato Giuliano Mari. Al posto di Castellucci subentra, nell'incarico di amministratore delegato, il direttore generale Roberto Tomasi.
Il 22 aprile 2021 la Procura di Genova ha chiuso l'inchiesta sul crollo con un documento di 2.000 pagine e il rinvio a giudizio di 69 persone tra manager, dirigenti e tecnici. Le accuse: falsi report e allarmi ignorati. Dal 1982 al crollo, quindi in 36 anni e 8 mesi, "gli interventi di natura strutturale eseguiti sull'intero viadotto Polcevera avevano avuto un costo complessivo di 24,5 milioni di euro: di questi il 98,01% spesi quando il concessionario era pubblico e solo l'1,99% (equivalente a 488 mila euro) dal concessionario privato. Inoltre Autostrade aveva chiuso una situazione di incuria, scrivono gli inquirenti, "non giustificabile con l'insufficienza delle risorse finanziarie necessarie, dal momento che Autostrade aveva chiuso tutti i bilanci dal 1999 al 2005 in forte attivo (con utili compresi tra 220 e 528 milioni di euro) e che, tra il 2006 e il 2017, l'ammontare degli utili conseguiti da Aspi è variato da un minimo di 586 a un massimo di 969 milioni, distribuiti agli azionisti in una percentuale media attorno all'80%".

### Ritorno in mano pubblica
Il 31 maggio 2021 l'assemblea societaria di Atlantia ha deliberato la vendita della sua quota in Autostrade per l'Italia ad una cordata guidata dal gruppo Cassa depositi e prestiti. L'operazione valuta la società 9,1 miliardi di euro.
Il 5 maggio 2022 è stato completato il passaggio a Holding Reti Autostradali S.p.A. (HRA) della quota dell’88,06% di ASPI detenuta da Atlantia, per un corrispettivo di 8 miliardi di euro. Veicolo d’investimento costituito in Italia, HRA è partecipato da CDP Equity (51%), Blackstone Infrastructure Partners (24,5%) e dai fondi gestiti da Macquarie Asset Management (24,5%).

#### Il cambio del volto dell'azienda
Il 4 ottobre 2024, presso il Foro Italico di Roma, in occasione del sessantesimo anniversario dalla costruzione dell'Autostrada del Sole e del centesimo anniversario dell'Autostrada dei Laghi, Autostrade per l'Italia ha presentato un rebranding societario, tra cui spicca principalmente il nuovo logo, caratterizzato da una "A" intrecciata, simboleggiante l'unione delle strade connesse, oltre al richiamo della "A" di Autostrade. Sono stati introdotti anche nuovi caratteri tipografici (Inter) per il logo, il sito web e la documentazione ufficiale dell'azienda. Inoltre, è stato svelato il nuovo slogan: Autostrade è quello che facciamo, per l’Italia è perché lo facciamo, slogan che sottolinea il ruolo principale dell'azienda nello sviluppo e nella gestione delle autostrade italiane.

## Tratte autostradali gestite

Mappa della rete

Autostrade per l’Italia, insieme alle altre concessionarie, gestisce circa 3000 km di rete in concessione attraverso 15 regioni e 60 province, con 218 aree di servizio, circa 4200 tra ponti e viadotti e oltre 420 km di gallerie.
La società gestisce direttamente le seguenti tratte autostradali:
| Simbolo | Nome autostrada    | Altra denominazione                  | Tratto in gestione                      | Lunghezza (km) |
| ------- | ------------------ | ------------------------------------ | --------------------------------------- | -------------- |
|         | Autostrada A1      | Autostrada del Sole                  | Milano → Napoli                         | 760,3          |
|         | Autostrada A4      | Serenissima                          | Milano Fiorenza → Brescia ovest         | 93,5           |
|         | Autostrada A7      | Autostrada dei Giovi / La Serravalle | Serravalle Scrivia → Genova ovest       | 50,0           |
|         | Autostrada A8      | Milano - Laghi                       | Milano → Varese                         | 43,6           |
|         | Autostrada A8/A26  | Diramazione Gallarate-Gattico        | Gallarate → Innesto Autostrada A26      | 24             |
|         | Autostrada A9      | Milano - Laghi                       | Lainate → confine con la Svizzera       | 31,5           |
|         | Autostrada A10     | Autostrada dei Fiori                 | Genova → Savona                         | 45,5           |
|         | Autostrada A11     | Autostrada Firenze-Mare              | Firenze → Pisa nord                     | 81,7           |
|         | Autostrada A12     | Autostrada Azzurra                   | Genova → Sestri Levante                 | 48,7           |
|         | Autostrada A12     | Autostrada Azzurra                   | Civitavecchia → Roma                    | 65,4           |
|         | Autostrada A13     | Autostrada Bologna-Padova            | Bologna → Padova                        | 116,7          |
|         | Autostrada A14     | Autostrada Adriatica                 | Bologna → Taranto                       | 743,4          |
|         | Autostrada A16     | Autostrada dei Due Mari              | Napoli est → Canosa di Puglia           | 172,3          |
|         | Autostrada A23     | Autostrada Alpe-Adria                | Udine nord → confine con l'Austria      | 101,2          |
|         | Autostrada A26     | Autostrada dei Trafori               | Genova Voltri → Innesto SS 33           | 197,137        |
|         | Diramazione A26/A4 | Diramazione Stroppiana-Santhià       | Stroppiana → Santhià                    | 30,734         |
|         | Diramazione A26/A7 | Diramazione Predosa-Bettole          | Predosa → Bettole di Tortona            | 17,035         |
|         | Autostrada A27     | Autostrada d'Alemagna                | Innesto Autostrada A57 → Pian di Vedoia | 82,2           |
|         | Autostrada A30     | Autostrada Caserta-Salerno           | Caserta → Salerno                       | 55             |

Il totale gestito è di 2.854,7 km e la scadenza dell'intera concessione è al 31 dicembre 2038. Tuttavia, la Commissione europea ha autorizzato un eventuale proroga al 31 dicembre 2042, nell'ambito di ulteriori investimenti nell'infrastruttura.

### Tratte in gestione alle concessionarie detenute ad Autostrade per l'Italia
| Simbolo                   | Nome autostrada          | Altra denominazione            | Tratto in gestione                    | Gestore del gruppo Autostrade per l'Italia       | Lunghezza (km) | Note |
| ------------------------- | ------------------------ | ------------------------------ | ------------------------------------- | ------------------------------------------------ | -------------- | ---- |
|                           | Autostrada A5            | Autostrada della Valle d'Aosta | Aosta → Monte Bianco                  | Raccordo Autostradale Valle d'Aosta              | 32,3           | -    |
|                           | Autostrada A56           | Tangenziale di Napoli          | Autostrada A1 → Pozzuoli              | Tangenziale di Napoli S.p.A.                     | 20,2           | -    |
|                           | Autostrada A12           | Autostrada Azzurra             | Livorno →Rosignano Marittimo          | Società Autostrada Tirrenica                     | 40             | -    |
| Civitavecchia → Tarquinia | Autostrada A12           | Autostrada Azzurra             | 14                                    | Società Autostrada Tirrenica                     |                | -    |
|                           | Traforo del Monte Bianco | -                              | Versante italiano → Versante francese | Società Italiana per il Traforo del Monte Bianco | 5,8            | -    |

## Organizzazione
La gestione delle tratte autostradali in concessione ad Autostrade per l’Italia si articola in 9 direzioni di esercizio chiamate Tronchi:
| Tronco                      | Tratte in gestione |
| --------------------------- | --- |
| 1º Tronco - Genova          | - A7 dal km 133 presso Genova al km 85 presso Serravalle Scrivia, - A10 dal km 0 presso Genova al km 45 presso Savona, - A12 dal km 0 presso Genova al km 48 presso Sestri Levante, - A26 per intero, - A26/A7 per intero, - A26/A4 per intero, - A8/A26 diramaz. Gallarate - Gattico dal km 13,3 presso Sesto Calende al km 23,2 presso la A26. |
| 2º Tronco - Novate Milanese | - A1 dal km 0 presso Milano sud al km 119,5 presso lo svincolo di Parma, - A4 dal km 125 presso Milano Certosa al km 218 presso Brescia, - A8 per intero, - A8/A26 dal km 0 presso la A8 al km 13,2 presso Sesto Calende, - A9 per intero, - A52 dal km 19 presso Bollate-Novate al km 22 presso l'A8.                                           |
| 3º Tronco - Bologna         | - A1 dal km 119,5 presso Parma al km 210,1 presso Sasso Marconi, - A13 per intero, - A14 dal km 0 presso l'allacciamento con la A1 al km 144,2 presso Cattolica, - A14 Raccordo di Casalecchio per intero, - RA1 per intero, - A14 diramazione per Ravenna per intero.                                                                           |
| 4º Tronco - Firenze         | - A1 dal km 210,0 presso Sasso Marconi al km 417,6 presso il confine con l'Umbria, - A1 var per intero, - A11 per intero. |
| 5º Tronco - Fiano Romano    | - A1 dal km 417,6 presso il confine con l'Umbria al km 633,3 presso Frosinone, - A1 diramazione Roma Nord per intero, - A1 diramazione Roma Sud per intero, - A12 dal km 64,7 presso Civitavecchia al km 0 presso l'A91. |
| 6º Tronco - Cassino         | - A1 dal km 633,3 presso Frosinone al km 760,0 presso l'A3, - A1 ramo Capodichino per intero, - A16 dal km 0 presso la A1 al km 127,6 presso Candela, - A30 per intero. |
| 7º Tronco - Pescara         | - A14 dal km 144,2 presso Cattolica al km 507 presso Poggio Imperiale. |
| 8º Tronco - Bari            | - A14 dal km 507 presso Poggio Imperiale al km 743,4 presso la SS7 a Taranto nord, - A16 dal km 127,6 presso Candela al km 172,4 presso l'innesto con la A14, - D94 complanare sud di Bari per intero. |
| 9º Tronco - Udine           | - A23 dal km 20 presso Udine nord al km 120 presso il confine di Stato a Tarvisio, - A27 per intero. |

## Partecipazioni del gruppo Autostrade per l'Italia
Il gruppo Autostrade per l'Italia include 4 Società concessionarie autostradali e 7 società che operano nei servizi accessori al core business autostradale e rivestono un ruolo fondamentale nell'attuazione del piano di trasformazione della Società.

### Società di gestioni autostradali
- Tangenziale di Napoli - Napoli - 100% - impegnata nella gestione dell'asse portante al servizio dell'area metropolitana napoletana (20,2 km);
- Società Italiana per il Traforo del Monte Bianco - Pré-Saint-Didier (AO) - 51% (a sua volta detiene il 58% di Raccordo Autostradale Valle d'Aosta S.p.A.) - impegnata nella gestione della parte italiana dell'omologo tunnel (5,8 km);
- Raccordo Autostradale Valle d'Aosta 47,97%[39] - impegnata nella gestione dell'arteria di collegamento tra Aosta e il Monte Bianco (32,4 km);
- Società Autostrada Tirrenica - Roma - 99,99%[40][41] - impegnata nella gestione delle tratte Livorno-Rosignano-San Pietro in Palazzi e della tratta Civitavecchia – Tarquinia dell'Autostrada A12 per complessivi 54,6 km.

### Società nei settori di ingegneria, costruzione, innovazione, tecnologia e altri servizi[42]
- AdMoving (100%) - commercializza spazi e servizi pubblicitari e gestisce eventi nelle aree di servizio;
- Amplia (ex Nuova Pavimental, 99,1%) - si occupa di costruzione, manutenzione e ammodernamento delle strade e dello sviluppo di materiali e tecnologie per la pavimentazione stradale;
- YouVerse (ex EsseDiEsse Società di Servizi) (100%) - gestisce i servizi amministrativi, generali e gli immobili per l'intero Gruppo e l'attività di recupero crediti e fatturazione pedaggi;
- Movyon (ex Autostrade Tech, 100%) - già conosciuta come Autostrade Tech, è proprietaria e progettista degli apparati Telepass, inoltre, opera nei settori di Ricerca e Sviluppo ed integrazione dei Sistemi hardware e software nell'ambito degli Intelligent Transport System (ITS);
- Giovia (ex Giove Clear, 100%) - che svolge attività di pulizia su piazzali esterni, superfici a verde e servizi igienici di circa il 70% delle Aree di Servizio della rete.
- Free to X S.r.l. (100%) - si occupa di servizi innovativi legati alla mobilità sostenibile e alla sostenibilità ambientale;
- Tecne (100%) - coordina le attività di progettazione, direzione lavori e monitoraggio del piano di manutenzione e investimenti, in collaborazione con Movyon;
- Elgea - si occupa di produzione e vendita di energia da fonti rinnovabili.

## Azionariato[43]
- Holding Reti Autostradali S.p.A. - 88,06%
  - CDP Equity - 51%
  - Blackstone Infrastructure - 24,5%
  - Macquarie Asset Management - 24,5%
- Appia Investments S.r.l. - 6,94%
  - Allianz Capital Partners - 60%
  - EDF Invest - 20%
  - DIF Capital Partners - 20%
- Silk Road Fund - 5,00%

## Risultati economici
Nell'esercizio 2006 Autostrade per l'Italia ha sviluppato un fatturato di circa 2,72 miliardi di euro, un EBIT di 1,519 miliardi e utili per 685 milioni occupando un organico medio nell'anno di 6.070 dipendenti. Il patrimonio netto ammonta a 2,386 miliardi.
Nel 2007 Autostrade per l'Italia ha sviluppato un fatturato 2,779 miliardi di euro, un EBIT di 1,468 miliardi e utili per 722 milioni occupando mediamente 5786 dipendenti. Il patrimonio netto ammonta a 2,638 miliardi.
Nel 2008 Autostrade per l'Italia ha fatturato 2,88 miliardi, EBIT di 1,48 miliardi, utili per 735,28 milioni. Patrimonio netto di 2,87 miliardi. Il gruppo ha effettuato investimenti in grandi opere per 4,09 miliardi, aprendo al traffico 199,9 km di rete nuova o riammodernata pari al 34% delle opere elencate nella Convenzione con Anas nel 1997 e nel IV Atto Aggiuntivo del 2002.
Fino al 16 febbraio 2011 la società, tramite Telepass S.p.a., ha gestito Telepass Mobile, un operatore virtuale SP MVNO basato su servizi collegati agli utilizzatori di Telepass che si appoggiava alla rete Wind; dopo tale data i clienti sono diventati automaticamente utenti Wind. Per Società Autostrade si è trattato del secondo tentativo di entrare nel mondo degli operatori telefonici dopo il fallimento di Blu.

### 2017
Nel 2017 il gruppo Autostrade per l'Italia ha ottenuto ricavi per 3,94 miliardi di euro, di cui 3,59 miliardi dai pedaggi autostradali. Ebitda di 2,45 miliardi di euro, 1,91 miliardi di Ebit, 1,04 miliardi di utile. Ha versato ad Anas 465,05 milioni di euro di oneri concessori. Il valore dell'infrastruttura che ha ricevuto in concessione è stimato in 12,22 miliardi di euro.
In virtù delle convenzioni con lo Stato del 1997 (Convenzione originaria), del 2002 (IV Atto aggiuntivo) e del 2007 (Convenzione Unica), Autostrade per l'Italia deve realizzare o ammodernare 923 km di nuove autostrade, per un investimento previsto di 24,4 miliardi di euro. Al 31 dicembre 2017 sono stati aperti al traffico 484 km di tratte per un totale di 11,4 miliardi già investiti.
A livello di manutenzione, invece, nel 2017 sono stati spesi 444 milioni di euro.